# Irbil
Irbil, Arbil (akad. Arbail; arab. ‏اربيل‎;  kurd. Hewlêr; asyr. ܐܪܒܝܠ – Arab’ilu; tur. Erbil) – miasto w północnym Iraku, na zachodnim pogórzu Gór Kurdystańskich, ośrodek muhafazy Irbil i stolica Kurdyjskiego Okręgu Autonomicznego, zamieszkiwane przez prawie milion osób (głównie sunnickich Kurdów i chrześcijańskich Asyryjczyków).

## Historia
Irbil to jedno z najstarszych miast na świecie, zamieszkiwane nieprzerwanie od ponad 8000 lat. Prawdopodobnie jest to najstarsza osada ludzka, gdyż w pobliżu odkryto także ślady neandertalczyków.
Najwcześniejsze zapiski dotyczące starożytnego miasta pochodzą sprzed III tysiąclecia p.n.e. Prawdopodobnie z tego okresu pochodzi kopiec wysokości 30 m znajdujący się w centrum obecnego miasta, na szczycie którego są ruiny dawnego tureckiego fortu. Na północ od Irbil znajduje się mylona z tym miastem Gaugamela, gdzie Aleksander Wielki pokonał w bitwie w 331 r. p.n.e. króla perskiego Dariusza III. Za czasów diadochów Irbil zostało stolicą królestwa Adiabene (III wiek p.n.e.-II wiek), od I wieku podporządkowanego imperium partyjskiemu. Od początku III wieku znajdowało się pod panowaniem Rzymu. W 642 opanowali je Arabowie. W latach 1190–1232 Irbil było stolicą państwa Muzaffara ad-Dina, brata sułtana Saladyna. Następnie było zdobywane przez różne odłamy Mongołów i Turków. W XIII wieku Irbil utraciło znaczenie gospodarcze i funkcje administracyjne na rzecz niedalekiego Mosulu. Od 1517 miasto pozostawało pod władzą imperium osmańskiego. W 1918 zostało przekazane Irakowi. W 1974 zostało stolicą autonomicznej irackiej prowincji Kurdystanu.
W 1991 po I wojnie w zatoce Perskiej ustanowiono w mieście stolicę częściowo niepodległego Kurdystanu irackiego, chronionego przed wojskami irackimi siłami wojsk brytyjskich i amerykańskich. W październiku 1996 Demokratyczna Partia Kurdystanu podjęła ofensywę w północnym Iraku i przejęła kontrolę nad Irbil. Miasto zostało ponownie zajęte przez siły irackiej Gwardii Republikańskiej po natarciu podjętym z udziałem dużych sił w końcu października 1996.
Po zakończeniu II wojny w Zatoce Perskiej miasto ponownie stało się ośrodkiem administracji kurdyjskiej, a liczba ludności tego miasta zaczęła szybko wzrastać. Od 2003 preferowana jest nazwa kurdyjska – Hawler, a symbole arabskie są zastępowane kurdyjskimi.
Od 2012 w Irbilu działała polska agencja konsularna, podniesiona w 2019 do rangi konsulatu generalnego.

## Klimat
Według klasyfikacji klimatów Köppena w Irbilu panuje klimat śródziemnomorski, co oznacza bardzo gorące lata i łagodne wilgotne zimy mokre. Największe opady występują w styczniu.
| Miesiąc     | Średnia minimalna temperatura | Średnia maksymalna temperatura | Ilość opadów |
| ----------- | ----------------------------- | ------------------------------ | ------------ |
| Styczeń     | 2,4 °C                        | 12,4 °C                        | 111 mm       |
| Luty        | 3,6 °C                        | 14,2 °C                        | 97 mm        |
| Marzec      | 6,7 °C                        | 18,1 °C                        | 89 mm        |
| Kwiecień    | 11,1 °C                       | 24,0 °C                        | 69 mm        |
| Maj         | 16,7 °C                       | 31,5 °C                        | 26 mm        |
| Czerwiec    | 21,4 °C                       | 38,1 °C                        | 0 mm         |
| Lipiec      | 24,9 °C                       | 42,0 °C                        | 0 mm         |
| Sierpień    | 24,4 °C                       | 41,9 °C                        | 0 mm         |
| Wrzesień    | 20,1 °C                       | 37,9 °C                        | 0 mm         |
| Październik | 14,5 °C                       | 30,7 °C                        | 12 mm        |
| Listopad    | 8,9 °C                        | 21,2 °C                        | 56 mm        |
| Grudzień    | 3,9 °C                        | 14,4 °C                        | 80 mm        |

## Zabytki i atrakcje turystyczne
- Cytadela w Irbilu
- Meczet na Cytadeli – najstarszy meczet w mieście. Pierwsze wzmianki o świątyni pochodzą z dzieła Jakuta Hamawiego z 1220 roku[4]
- Łaźnie na Cytadeli – łaźnie datowane na XVIII wiek[5]
- Irbilskie Muzeum Cywilizacji – muzeum historyczne. Wśród eksponatów, są przedmioty datowane do V tysiąclecia p.n.e.[6]
- Syriackie Muzeum Dziedzictwa – muzeum dotyczące historii Asyryjczyków w regionie[7]
- Kurdyjskie Muzeum Tekstyliów[8]
- Meczet Jalila Khayata (Wielki Meczet) – bogato zdobiony meczet. Budowę świątyni zlecił bogaty mieszkaniec Irbilu Jalil Khayat. Po jego śmierci w 2005 roku, dokończenia budowy dopilnowały dzieci, które oficjalnie otworzyły meczet w 2007 roku[9]
- Wzgórze Qalinj Agha – stanowisko archeologiczne, gdzie odkryto ślady osadnictwa człowieka sięgające V tysiąclecie p.n.e.[10]
- Park Minara – w parku mieści się minaret Choli[11], wybudowany w latach 1128–1138[12]
- Park Sami Abdulrahmana – największy park miejski w Irbilu. Mieści się w nim teren Międzynarodowych Targów w Irbilu, Biblioteka Publiczna Zaytun oraz pomnik poświęcony pamięci pomordowanych. Park został zbudowany na miejscu dawnej bazy wojskowej wojsk reżimu Saddama Husajna[13].
- Park Szanidar[14]
- Działo Wasta Rajab[15]
- Bazar Tayrawa[16]

## Nauka i oświata
W mieście działają następujące uczelnie:

### Publiczne
- Uniwersytet Saladyna
- Hawler Medical University
- Politechnika Irbil[17]

### Prywatne
- Uniwersytet Ishik[18]
- Brytyjski Uniwersytet Królewski (ang. British Royal University)[19]
- Uniwersytet Cihan[20]
- Uniwersytet Libańsko-Francuski[21]
- Dijlah University College[22]
- Międzynarodowy Uniwersytet w Irbilu[23]
- Katolicki uniwersytet w Erbil[24]

## Sport
W mieście działa Irbilski Klub Sportowy założony w 1968 roku. Praktykowane są na nim takie dyscypliny sportu jak piłka nożna, siatkowa, ręczna, podnoszenie ciężarów, kolarstwo oraz lekkoatletyka kobiet i mężczyzn. Klub posiada swój własny stadion, którym jest Malab Fransu Hariri (nazwany od imienia i nazwiska kurdyjsko-asyryjskiego działacza sportowego oraz polityka Franso Haririego). Aktualnym prezesem klubu jest dr. Abdulla Majid.